# Dettingen an der Erms
Pour les articles homonymes, voir Dettingen.
Dettingen an der Erms est une commune de Bade-Wurtemberg (Allemagne), située dans l'arrondissement de Reutlingen, dans la région Neckar-Alb, dans le district de Tübingen, à proximité de Bad Urach.